# Lara Peyrot
Lara Peyrot (ur. 2 maja 1975 w Pinerolo) – włoska biegaczka narciarska, zwyciężczyni FIS Marathon Cup.

## Kariera
Po raz pierwszy na arenie międzynarodowej Lara Peyrot pojawiła się 29 grudnia 1992 w Valsassina, gdzie zajęła 10. miejsce w biegu na 5 km techniką klasyczną. W 1993 roku wystąpiła na mistrzostwach świata juniorów w Harrachovie, gdzie była czternasta w biegu na 15 km stylem dowolnym, a w biegu na 5 km klasykiem uplasowała się jedno miejsce niżej. Na rozgrywanych rok później mistrzostwach świata juniorów w Breitenwang zajęła odpowiednio ósme i piętnaste miejsce, a na mistrzostwach świata juniorów w Gällivare w 1995 roku była trzynasta i osiemnasta. Największy sukces w tej kategorii wiekowej osiągnęła w 1994 roku, kiedy zdobyła brązowy medal w sztafecie.
W Pucharze Świata zadebiutowała 11 grudnia 1993 roku w Santa Caterina, zajmując 56. miejsce w biegu na 5 km techniką klasyczną. Pierwsze pucharowe punkty zdobyła ponad cztery lata później - 14 marca 1998 roku w Oslo była trzydziesta na dystansie 30 km klasykiem. W klasyfikacji generalnej najlepiej wypadła sezonie 2003/2004, który ukończyła na 74. pozycji. Ponadto startowała w cyklu FIS Marathon Cup, w którym odnosiła swe największe sukcesy. W sezonie 2002/2003 była najlepsza w klasyfikacji generalnej, w sezonach 2003/2004, 2004/2005 i 2006/2007 była druga, a  w sezonie 2005/2006 zajęła trzecie miejsce. Nigdy nie brała udziału w igrzyskach olimpijskich ani mistrzostwach świata. W 2007 roku zakończyła karierę.

## Osiągnięcia

### Mistrzostwa świata juniorów
| Miejsce | Dzień       | Rok  | Miejscowość | Konkurencja            | Wynik     | Strata  | Zwyciężczyni        |
| ------- | ----------- | ---- | ----------- | ---------------------- | --------- | ------- | ------------------- |
| 14.     | 2 marca     | 1993 | Harrachov   | 5 km stylem klasycznym | 16:39,1   | +1:06,4 | Kateřina Neumannová |
| 8.      | 4 marca     | 1993 | Harrachov   | Sztafeta 4x5 km        | 1:05:15,3 | +3:33,6 | Rosja               |
| 14.     | 6 marca     | 1993 | Harrachov   | 15 km stylem dowolnym  | 43:00,6   | +2:36,2 | Irina Składniewa    |
| 15.     | 26 stycznia | 1994 | Breitenwang | 5 km stylem klasycznym | 16:20,2   | +49,2   | Irina Składniewa    |
| 3.      | 28 stycznia | 1994 | Breitenwang | Sztafeta 4x5 km        | 1:06:19,6 | +12,5   | Czechy              |
| 8.      | 30 stycznia | 1994 | Breitenwang | 15 km stylem dowolnym  | 41:53,5   | +2:52,0 | Julija Czepałowa    |
| 18.     | 1 marca     | 1995 | Gällivare   | 5 km stylem klasycznym | 15:46,8   | +1:00,1 | Natalia Masałkina   |
| 7.      | 3 marca     | 1995 | Gällivare   | Sztafeta 4x5 km        | 1:01:31,0 | +2:49,0 | Rosja               |
| 13.     | 5 marca     | 1995 | Gällivare   | 15 km stylem dowolnym  | 43:16,9   | +3:12,9 | Julija Czepałowa    |

### Puchar Świata

#### Miejsca w klasyfikacji generalnej
- sezon 1997/1998: 75.
- sezon 2000/2001: 105.
- sezon 2003/2004: 74.

#### Miejsca na podium
Peyrot nigdy nie stała na podium indywidualnych zawodów Pucharu Świata.

### FIS Marathon Cup

#### Miejsca w klasyfikacji generalnej
- sezon 2001/2002: 11.
- sezon 2002/2003: 1.
- sezon 2003/2004: 2.
- sezon 2004/2005: 2.
- sezon 2005/2006: 3.
- sezon 2006/2007: 2.

#### Miejsca na podium
| Nr  | Dzień       | Rok  | Zawody                | Dystans                 | Czas biegu | Strata  | Pozycja | Zwyciężczyni       |
| --- | ----------- | ---- | --------------------- | ----------------------- | ---------- | ------- | ------- | ------------------ |
| 1.  | 27 stycznia | 2002 | Marcialonga           | 45 km stylem dowolnym   | 2:29:00    | +2:20   | 3.      | Anna Santer        |
| 2.  | 12 stycznia | 2003 | Jizerská Padesátka    | 50 km stylem klasycznym | 2:37:27,0  | -       | 1.      | -                  |
| 3.  | 26 stycznia | 2003 | Marcialonga           | 70 km stylem klasycznym | 2:47:11,0  | -       | 1.      | -                  |
| 4.  | 2 lutego    | 2003 | König-Ludwig-Lauf     | 55 km stylem klasycznym | 2:11:56,2  | -       | 1.      | -                  |
| 5.  | 16 lutego   | 2003 | Gatineau Loppet       | 50 km stylem dowolnym   | 2:12:58,9  | -       | 1.      | -                  |
| 6.  | 22 lutego   | 2003 | American Birkebeiner  | 52 km stylem dowolnym   | 2:24:21,8  | -       | 1.      | -                  |
| 7.  | 14 grudnia  | 2003 | La Sgambeda           | 42 km stylem dowolnym   | 1:44:41,4  | -       | 1.      | -                  |
| 8.  | 1 lutego    | 2004 | König-Ludwig-Lauf     | 55 km stylem klasycznym | 2:15:36,0  | +1:34,5 | 3.      | Cristina Paluselli |
| 9.  | 21 lutego   | 2004 | American Birkenbeiner | 52 km stylem dowolnym   | 2:23:31,0  | -       | 1.      | -                  |
| 10. | 7 marca     | 2004 | Vasaloppet            | 90 km stylem klasycznym | 4:20:28,0  | +4:11,0 | 3.      | Sofia Lind         |
| 11. | 14 marca    | 2004 | Engadin Skimarathon   | 42 km stylem dowolnym   | 1:37:53,3  | +2:23,6 | 3.      | Julija Czepałowa   |
| 12. | 12 grudnia  | 2004 | La Sgambeda           | 42 km stylem dowolnym   | 1:48:11,9  | -       | 1.      | -                  |
| 13. | 9 stycznia  | 2005 | Jizerská Padesátka    | 50 km stylem klasycznym | 2:24:27,0  | +4:30,0 | 3.      | Cristina Paluselli |
| 14. | 30 stycznia | 2005 | Marcialonga           | 70 km stylem klasycznym | 3:24:52,0  | +3:14,0 | 2.      | Cristina Paluselli |
| 15. | 26 lutego   | 2005 | American Birkenbeiner | 52 km stylem dowolnym   | 2:15:30,7  | -       | 1.      | -                  |
| 16. | 18 grudnia  | 2005 | La Sgambeda           | 42 km stylem dowolnym   | 1:48:00,4  | +1,4    | 2.      | Cristina Paluselli |
| 17. | 15 stycznia | 2006 | Jizerská Padesátka    | 50 km stylem klasycznym | 2:32:39,0  | +49,0   | 2.      | Cristina Paluselli |
| 18. | 12 lutego   | 2006 | Transjurassienne      | 76 km stylem dowolnym   | 2:34:42,0  | +1,0    | 2.      | Anna Santer        |
| 19. | 25 lutego   | 2006 | American Birkenbeiner | 52 km stylem dowolnym   | 2:24:05,0  | +1,0    | 2.      | Anna Santer        |
| 20. | 17 grudnia  | 2006 | La Sgambeda           | 42 km stylem dowolnym   | 1:56:38,9  | -       | 1.      | -                  |
| 21. | 4 lutego    | 2007 | König-Ludwig-Lauf     | 50 km stylem klasycznym | 1:35:54,6  | +6:10,6 | 3.      | Elin Ek            |
| 22. | 18 lutego   | 2007 | Tartu Maraton         | 63 km stylem klasycznym | 3:07:03,0  | +1:39,0 | 2.      | Elin Ek            |
| 23. | 4 marca     | 2007 | Vasaloppet            | 90 km stylem klasycznym | 4:48:29,0  | +4:56,0 | 3.      | Elin Ek            |